# Charles Payraudeau
Benjamin Charles Marie Payraudeau (1798-1865) was een Franse natuuronderzoeker, vooral zoöloog.
Hij volgde les bij Jean-Baptiste de Lamarck (1744-1829) aan het Muséum national d'histoire naturelle. Tussen 1824 en 1825 maakte hij de inventaris op van de fauna van Corsica. Tijdens deze expeditie ontdekte hij twee nieuwe vogelsoorten die beschreven werden in het artikel Description de deux espèces nouvelles d'oiseaux, appartenant aux genres Mouette et Cormoran. in het blad Annales de Sciences Naturelles (Parijs, 1826, volume 8, p. 460-465):
- Larus audouinii,
- Phalacrocorax aristotelis.

Hij beschreef 71 nieuwe soorten weekdieren (waarvan 32 thans nog behouden zijn) in de Catalogue descriptif et méthodique des annélides et des mollusques de l'île de Corse (Parijs, 1826). 
In het gemeentehuis van La Chaize-le-Vicomte in de Vendée is een ornithologisch museum aan hem gewijd.  Dit museum ontving zijn volledige collectie.
- Bibliothèque nationale de France: cb10410120z (data)
- International Standard Name Identifier: 0000 0003 9762 2465
- Nederlandse Thesaurus van Auteursnamen: 216747384
- Système universitaire de documentation: 086312731
- Virtual International Authority File: 39772421
- WorldCat: E39PBJgxmFbyhtj9JdkWb7TmBP